# امپراتور مین جین
امپراتور مین جین (۳۰۰ تا ۷ فوریه ۳۱۸) واپسین امپراتور جین غربی و پنجمین امپراتور دودمان جین بود. او نوه امپراتور وو جین از پسرش پنجمش سیما یان بود (پدر امپراتور مین، (سیما یان) هم‌نام پدربزرگ امپراتور مین، (سیما یان) بود). هنگامی که در سال ۳۱۱ میلادی، سلطنت چین توسط دودمان هان ژائو غصب شده بود، دو سال بعد (۳۱۳) امپراتور مین بعنوان امپراتور دودمان جین بر تخت نشست.